# Cerkiew Ikony Matki Bożej „Wszystkich Strapionych Radość” w Petersburgu (ul. Szpalernaja)
Cerkiew Ikony Matki Bożej „Wszystkich Strapionych Radość” – prawosławna cerkiew w Petersburgu, przy ul. Szpalernej, w eparchii petersburskiej.
Późnoklasycystyczny budynek powstał w latach 1817–1818 na miejscu starszej, wzniesionej w 1711 cerkwi Zmartwychwstania Pańskiego. Autorem jego projektu był Luigi Rusca. Budynek został zwieńczony jedną niską kopułą, jego fasadę zdobi sześciokolumnowy portyk. Wnętrze obiektu ma formę wspartej na 24 kolumnach o jońskich głowicach rotundy. Ikony na potrzeby świątyni wykonali Stiepan Kurlandcew i Wasilij Szebujew, ikonostas wyrzeźbił Jakow Dunajew. W 1841 w górnej części elewacji cerkwi wybito rząd dodatkowych okien.
Budynek spełniał funkcje religijne do 1932, gdy został zamknięty, a następnie zaadaptowany na miejski oddział Wszechrosyjskiego Towarzystwa Ochrony Zabytków Historii i Kultury. Rosyjski Kościół Prawosławny odzyskał cerkiew w 1993.